# Скорняков, Сергей Александрович
Сергей Александрович Скорняков (18 июля 1916, Петроград — 21 сентября 1988, Ленинград) — Герой Советского Союза, участник боёв на реке Халхин-Гол и Великой Отечественной войны. Лётчик-истребитель, штурман авиационного полка военно-воздушных сил Северного флота. Полковник.

## Биография
Родился в семье рабочего. После школы-семилетки поступил в школу фабрично-заводского ученичества при заводе «Двигатель революции» в городе Горький, после окончания школы работал токарем. В 1935 году после призыва в армию окончил Пермскую и Борисоглебскую военные авиационные школы пилотов. В 1939 году участвовал в боях на Халхин-Голе. Участник Великой Отечественной войны.
После войны[уточнить] продолжил службу в ВВС в должности штурмана авиаполка. Весной 1948 года участвовал в высокоширотной воздушной экспедиции «Север-2» как командир группы истребителей Ла-11, которая прикрывала бомбардировщик Ту-4. В ходе экспедиции отрабатывались полёты и базирование на ледовых аэродромах в высоких широтах. 8 мая 1948 года группа села на льдину, где работали учёные Арктического научно-исследовательского института. Этот ледовый аэродром находился в 1200 километрах от побережья. С льдины было выполнено несколько полётов. За успешное выполнение заданий в Арктике и проявленное при этом мужество Указом президиума Верховного Совета СССР от 6 декабря 1949 года майору Скорнякову присвоено звание Героя Советского Союза. В 1955 году окончил курсы штурманов ВВС. В отставке с 1963 года. Жил в Ленинграде, работал в аэропорту "Пулково".

## Награды
- Медаль «Золотая Звезда» № 6617; (06.12.1949)[1]
- Орден Ленина (06.12.1949)[1]
- Орден Лениина (20.04.1942)[1]
- Орден Ленина (14.01.1952)[1]
- Орден Красного Знамени (17.11.1939)[2]
- Орден Красного Знамени (16.05.1947)[1]
- Орден Красного Знамени (30.12.1956)[1]
- Орден Отечественной войны I степени (19.08.1944)[1]
- Орден Отечественной войны I степени (06.04.1985)[3]
- Орден Отечественной войны II степени (23.06.1945)[1]
- Орден Красной Звезды (15.11.1950)[1]
- Медаль За боевые заслуги (06.11.1945)[1]
- Медаль За Оборону Москвы (01.05.1945)[1]
- Медаль За победу над Германией в Великой Отечественной войне 1941—1945 гг. (09.05.1945)[1]